# Băieții noștri
Băieții noștri este un film de comedie românesc regizat de Gheorghe Vitanidis și Anastasia Anghel după un scenariu de Alexandru Struțeanu, Gheorghe Vitanidis și Anastasia Anghel. În rolurile principale joacă actorii Iurie Darie, Florentina Mosora, Grigore Vasiliu Birlic, Marcel Anghelescu, Costache Antoniu și Jules Cazaban. A fost produs în 1959 și avut premiera la 6 aprilie 1960.

## Distribuție
- Iurie Darie — fotbalistul Dinu Almăjanu, centrul înaintaș al echipei „Oțelul”,[1] muncitor sudor la combinatul siderurgic
- Florentina Mosora — Irina Ionescu, sora fotbalistului Mircea Popa, repartizată ca profesoară de educație fizică la școala combinatului
- Grigore Vasiliu-Birlic — Grigore Pantelimon, responsabilul sportiv al combinatului
- Marcel Anghelescu — Marian, directorul combinatului siderurgic, fost fotbalist
- Constantin Țăpîrdea — maistrul Roateș, șeful echipei de sudori a combinatului
- Costache Antoniu — moșul surd care-l duce cu căruța pe Almăjanu
- Jules Cazaban — vânzătorul de la magazinul de articole sportive
- Fory Etterle — vizitatorul vorbitor de limba franceză (menționat Fory Eterle)
- Alexandru Giugaru — responsabilul clubului combinatului
- Dorin Dron — Oancea, antrenorul echipei de fotbal „Oțelul”
- Ovid Teodorescu — spectatorul gras
- Mircea Constantinescu — reprezentantul echipei de fotbal „Rafinăria” Ploiești
- Ion Antonescu Cărăbuș
- Vasile Tomazian — spectatorul slab
- Virginica Popescu
- Puiu Călinescu — spectatorul care scuipă coji de semințe
- Benedict Dabija — Mircea Popa, rivalul la fotbal al lui Almăjanu
- Alexandru Struțeanu
- Iulian Necșulescu
- Anda Caropol — Ofelia Radu, iubita fotbalistului Mircea Popa, muncitoare la combinat și atletă amatoare
- Dorel Juster
- Mimi Enăceanu — mama lui Dinu Almăjanu
- Dan Sîrbu
- Eva Pătrășcanu — Demetria, secretara directorului Marian
- Alexandru Lungu — muncitor sudor la combinat
- Haralambie Polizu — paznicul de noapte al combinatului
- Ion Ghițulescu — crainicul stadionului

## Producție
Băieții noștri a intrat în producție la 1 mai 1959, filmările având loc în perioada 26 iunie - 16 octombrie 1959. Filmările exterioare au avut loc la  Hunedoara, Câmpina, Ploiești și București, iar cele interioare în Castelul Huniazilor din Hunedoara  și la Uzinele „23 August” din București. Pelicula a fost lansată în cinematografe la 6 aprilie 1960.

## Primire
Filmul a fost vizionat de 2.668.981 de spectatori în cinematografele din România, după cum atestă o situație a numărului de spectatori înregistrat de filmele românești de la data premierei și până la data de 31 decembrie 2014 alcătuită de Centrul Național al Cinematografiei.
Bujor T. Râpeanu afirmă că filmul este o „comedie lirică, «de producție», cu temă sportivă; morală în favoarea sportului de amatori, opus vedetismului și parazitismului la care duce ignorarea îndemului comunist «Primii în sport, primii în producție!».